# آریانا سعید
آریانا سعید (زادهٔ ۱۴ ژوئن۱۹۸۵) خواننده و ترانه‌سرای افغان است. ترانه‌های او در میان افغانها بسیار محبوب و مشهور است. او همچنین به عنوان داور در سری مسابقات ستاره افغان حضور دارد.

## زندگی
آریانا در سال ۱۹۸۵ در کابل از پدری پشتون و مادری دری‌زبان متولد شد. وی در کودکی افغانستان را ترک کرد. آریانا و خانواده‌اش بعد از استقرار در پاکستان به اروپا مهاجرت کردند و بعد از سپری کردن چند سال در سوئیس، در شهر لندن سکونت کردند. علاقهٔ وی به موسیقی از همان کودکی شروع شد. آریانا در دوران تحصیل در زوریخ در کشور سوئیس عضو گروه سرود بود. بعد از فارغ‌التحصیل شدن از رشتهٔ مدیریت تجارت، وی تصمیم گرفت که به عنوان یک هنرمند در عرصهٔ موسیقی فعالیت خود را آغاز کند.
علی‌رغم این که آریانا در روزهای آغازین کار خویش با چالش‌های زیادی روبرو شد اما بالاخره استعداد او با گرفتن جوایز زیادی در بین مردم مطرح شد و اکنون او یکی از سرشناس‌ترین هنرمندان افغان است. گرفتن جوایزی چون: بهترین خوانندهٔ زن جوان، بهترین خواننده زن، بهترین اجرا کنندهٔ زنده و بهترین ویدیوی سال از جمله دست‌آوردهای هنری آریانا هستند.
آریانا سعید همراه بابک حسین پور در سال ۲۰۱۶ از جمله ده شخص تأثیرگذار در جامعه افغانستان انتخاب شد. در مجموع ویدیو کلیپ‌های آریانا در یوتیوب توجه بیش از ۹ میلیون تماشاگر را به خود جلب کرده است. اکثر شعرها و آهنگ‌های ترانه‌هایی که می‌خواند از ساخته‌های خود او است. آریانا اولین هنرمند افغان بوده که آهنگ ماشاالله در شبکه‌های جهانی پخش شده است و آهنگ بانوی آتش‌نشین او در شبکه جهانی "Mtv world" پخش شد.
پس از ورود طالبان به کابل در اوت ۲۰۲۱ آریانا سعید با هواپیمای آمریکایی حامل پناهجویان افغان به مقصد دوحه از این کشور خارج شد.

## ترانه‌شناسی

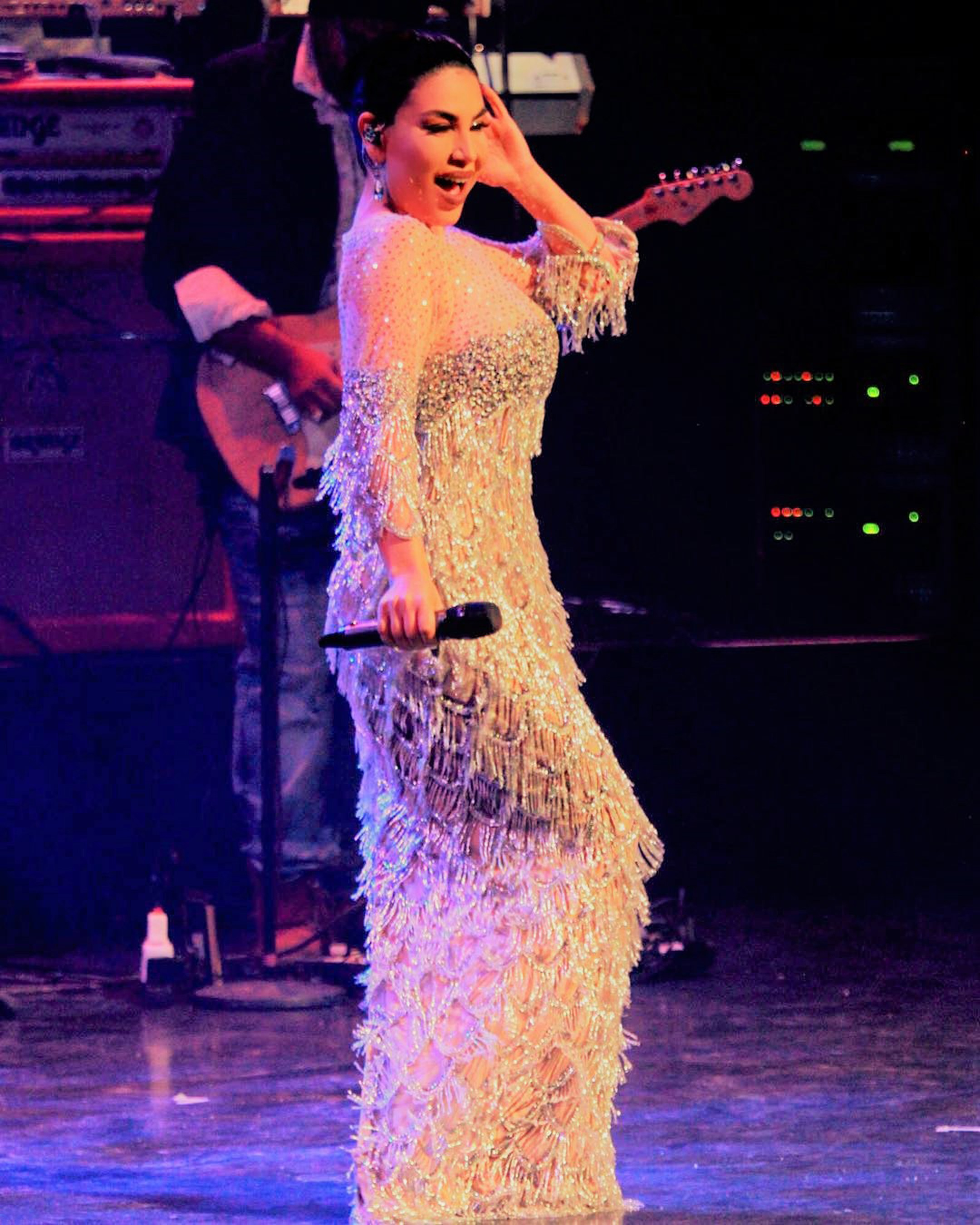

| نام ترانه     | ترانه‌سرا      | آهنگساز                   | تنظیم       |
| ------------- | ------------- | ------------------------- | ----------- |
| بانوی آتش‌نشین | سلیمان دیدار  | شهرام فرشید               | شهرام فرشید |
| مادر افغان    | شهرام فرشید   | شهرام فرشید               | شهرام فرشید |
| قهرمان        | بابک حسین پور | شهرام فرشید - آریانا سعید | شهرام فرشید |
| بی‌آغوش تو     | ندا فرشید     | شهرام فرشید               | شهرام فرشید |
| ماشاالله      | آریانا سعید   |                           | حسیب ساعد   |
| لحظه‌ها        | فرشید وحدت    | شهرام فرشید               | شهرام فرشید |
| زن هستم       | سلیمان دیدار  | آریانا سعید               | شهرام فرشید |
| بچه کابل      | آرش هویدا     | آرش هویدا                 | حسیب ساعد   |

## جایزه‌ها
- ۲۰۱۵ در مراسم جایزه موسیقی «بیگ اپل موزیک» که در شهر هامبورگ آلمان برگزار شد، آریانا سعید جایزه بهترین آوازخوان زن افغانستان را بدست آورد.[۴]
- ۲۰۱۱ جایزه بهترین هنرمند زن در جوایز بین‌المللی تلویزیون آریانای افغانستان
- ۲۰۱۱ برنده جایزه بهترین اجرای زنده مجری تلویزیون بین‌المللی افغانستان آریانا
- ۲۰۱۰ بهترین هنرمند جدید زن توسط "ATN" (شبکه تلویزیونی آریانا)
- ۲۰۱۷ جایزه (نماد) یا الگوی افغانستان از طرف جشنواره موسیقی در هامبورگ "بیگ اپل میوزیک"
- ۲۰۱۷ جایزه بهترین هنرمند زن از طرف جشنواره موسیقی هامبورگ "بیگ اپل میوزک"
- ۲۰۱۷ جایزه آواز افغانستان از طرف تلویزیون ملی افغانستان[۵]

## کنسرت‌های جنجالی آریانا
از همان روزهای اول حضور آریانا سعید در افغانستان اجراهای او در تلویزیون و بعدها در کنسرت‌ها مورد توجه و جنجال بسیاری قرار گرفت. در اولین اجرای آریانا سعید در تلویزیون طلوع، او آهنگی از خواننده افغانستانی فقید احمد ظاهر را اجرا کرد که در این اجرا لباسی سفید بر تن داشت که تنگ بودن آن باعث بحث و جنجال بسیاری در میان مردم افغانستان در شبکه‌های اجتماعی شد.
کنسرت روز استقلال در کابل در سال ۲۰۱۷ به مناسبت روز استقلال افغانستان آریانا سعید کنسرتی را در کابل برگزار کرد که جنجال‌های زیادی از طرف بعضی افراد دینی به دنبال داشت. قرار بود این کنسرت در استادیوم غازی با شرکت ۲۰ هزار نفر برگزار شود ولی به خاطر مشکلات امنیتی این کنسرت در هتل اینترکانتینانتال کابل با حضور ۵ هزار نفر برگزار شد. آریانا در مورد این کنسرت گفت که تجلیل از جشن استقلال در میان جوانان به فراموشی سپرده شده، او با اجرای کنسرتی در پی زنده کردن آن است و قصد دارد پول که از این کنسرت به دست می‌آورد را به آوارگان میرزا اولنگ کمک کند که سرانجام این کنسرت با موفقیت برگزار شد.
در کنسرتی که در پاریس برگزار شد بار دیگر لباس باعث جنجال در بین مردم شد. باوجود آنکه لباس آریانا در این کنسرت آستین‌های بلند و یقهٔ بسته دارد و هیچ جایی از بدن او را نشان نمی‌دهد اما منتقدانش می‌گویند که چون به رنگ بدن است، طراحی این لباس طوری صورت گرفته که برجستگی برخی اعضای بدن آریانا سعید را نشان می‌دهد. این موضوع باعث جنجال بسیاری در میان مردم افغانستان و رسانه‌ها شد.